# Насибов, Аслан Юнус оглы
Аслан Юнус оглы Насибов (азерб. Nəsibov Aslan Yunus oğlu, 10 ноября 1931, Варташенский район — 13 апреля 2021, Баку) — азербайджанский советский хозяйственный и государственный деятель.

## Биография
Родился в 1931 году в селе Керимли. Член КПСС с 1953 года.
С 1948 года на хозяйственной, общественной и политической работе. В 1948—1990 годах — слесарь на Бакинском электромеханическом заводе, в рядах Советской Армии, референт Совета Министров Нахичеванской АССР. Слушатель Высшей партийной школы. Инструктор, заведующий отделом райкома партии, инструктор Бакинского горкома партии. Заместитель председателя райисполкома, инструктор. Инспектор ЦК КП Азербайджана. Первый секретарь Дивичинского РК КП Азербайджана, первый секретарь Хачмасского РК КП Азербайджана, первый секретарь Таузского РК КП Азербайджана.
Избирался депутатом Верховного Совета Азербайджанской ССР 9, 10, 11 созывов. Делегат XXV съезда КПСС.